# Герб Тласкали

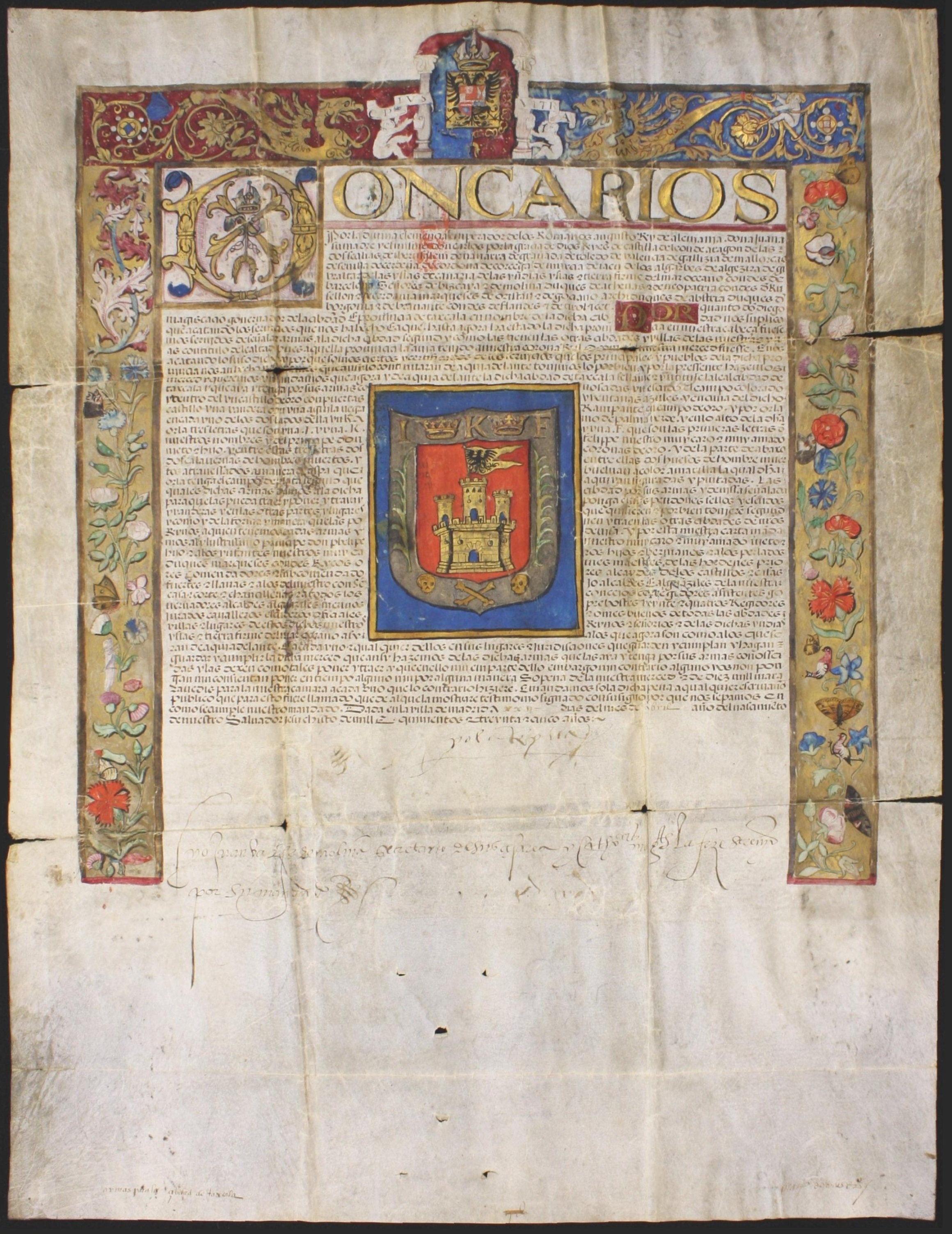
Королівська грамота

Герб штату Тласкала — герб суб'єкта федерації, розташованого в центральній Мексиці, є репрезентативним символом, що втілює багату історію та культурну самобутність цього регіону.
Розроблена з ретельною увагою до деталей, ця геральдична емблема відображає як доіспанську спадщину, так і колоніальний вплив, що визначали траєкторію розвитку Тлакскали протягом століть. Його візуальна композиція поєднує емблематичні елементи, що нагадують про традиції корінного населення, такі як знаковий солодовий хрест, із символами католицької віри та посиланнями на місцеву флору і фауну. Завдяки своїй символіці герб штату Тлакскала поєднує минуле і сьогодення, слугуючи емблемою ідентичності та гордості для мешканців цього мексиканського регіону.
Герб штату Тлакскала, офіційно прийнятий 14 березня 1956 року, є наочним свідченням історії та культурної еволюції регіону. Це єдиний державний герб, про який місцева влада попросила іспанського монарха в колоніальні часи. Його внутрішні елементи розповідають складну історію, яка охоплює період від доколумбових цивілізацій до колоніальних часів і сучасної епохи. Це поєднання символів відображає розмаїття та культурне багатство Тлакскали, штату, який відіграв вирішальну роль у формуванні сучасної Мексики. У цьому контексті герб виступає не лише як геральдичний знак, а й як емоційний зв'язок, що поєднує тласкальців з минулим їхніх предків і проєктує їхню ідентичність у майбутнє.

## Королівська милість
Герб було надано королівським указом, виданим у Мадриді 22 квітня 1535 року, як відповідь Кастильської Корони на прохання губернатора Дієго Максіккацина, голови Окотелюлько, від імені міста Тлакскала. Документ написаний на пергаменті у форматі подвійного фоліо і вирізняється ретельною мініатюрною роботою.Текст Королівського розпорядження виглядає так:
Дон Карлос, з Божої милості, імператор римлян, августійший король Німеччини; донья Хуана, його мати, і сам дон Карлос, з ласки Божої, королі Кастилії, Леона, Арагону, обох Сицилій, Єрусалиму, Наварри, Гранади, Толедо, Валенсії, Галісії, Майорки, Севільї, Сардинії, Кордови, Корсики, Мурсії, Хаена, Алгарбеса, Альхесіраса, Гібралтару, Канарських островів, Індії, островів і материка Океанії, графів Барселонських, сеньйорів Віскайї і Моліни, герцогів Афінських і Неопатрії, графів Руссільйона і Сардинії, маркіз Орістану і Гочіано, ерцгерцогів Австрійських, герцогів Бургундії і Брабанту, графів Фландрії і Тіролю та ін. Оскільки дон Дієго Максіккацин, губернатор міста і провінції Тлакскала, від імені згаданого міста, благав нас, зважаючи на послуги, які він нам надав, і на те, що досі ця провінція перебувала під нашою владою, щоб ми були такі ласкаві, щоб вказати згаданому місту на зброю, яку мають інші наші міста і містечка, деякі з титулом вірнопідданства, оскільки ця провінція мала її перед нашою королівською короною, - на те наша милість і була. 
І ми, погоджуючись з вищезазначеним, і тому, що найбільш певні і засвідчені послуги, які князі і міста згаданої провінції надали нам [¿? і надалі надаватимуть, ми вважаємо це добрим і цим даруємо, волю і наказуємо, щоб віднині і надалі згадане місто Тлакскала називалося і засновувалося як вірнопіддане місто Тлакскала і щоб воно мало за свій відомий герб щит, червоне поле, а всередині нього золотий замок з синіми дверима і вікнами, а над згаданим замком прапор з чорним орлом, що майорить в золотому полі; а за облямівку, з обох боків від нього, по зеленій пальмовій гілці, а вгорі згаданої облямівки три літери: «I», «K», «F», які є першими літерами наших імен та князя Д. Філіпа, нашого найдорожчого і найулюбленішого онука і сина, а між цими літерами дві золоті корони, а знизу два черепи мертвих людей, а між ними дві кістки мертвих людей, перехрещені хрестом, що переходить у жовтий колір; згадана облямівка повинна мати колір срібла, як тут зображено і намальовано, згадані герби ми даємо місту для його озброєння, idem, як уже зазначено, щоб вони могли принести їх і поставити і винести на свої хоругви, печатки, площі і прапори та в інші частини і місця, які вони бажають мати, згідно з тим, як і в якій формі і спосіб ставлять і приносять їх інші міста наших королівств, яким ми дали герби і девізи. І цим нашим листом ми наказуємо найяснішому принцу дону Феліпе, найдорожчому й найулюбленішому нашому онукові й синові, і жителям, найдорожчим нашим синам і братам, і прелатам, герцогам, маркізам, графам, багатіям, магістрам орденів, пріорам, командирам і підкомандирам, губернаторам замків, міцних і простих будинків, а також членам нашої ради, мерам і приставам нашого дому, і суду, і канцелярії, і всім радам; корехідорів, помічників, губернаторів, алькальдів, альгуасілів, мериносів, пребостів, двадцятьох чотирьох регідорів, присяжних, рицарів, зброєносців, офіцерів, добрих людей усіх міст, містечок і місцевостей цих наших згаданих королівств і володінь, а також згаданих Індій, островів і материкової частини океанського моря, які нині існують, а також тих Індій, островів і материкової частини океанського моря. ], які є тепер, а також тим, які будуть у майбутньому. І кожному з них у своїх місцях і юрисдикціях зберігати і виконувати згадане надання, яке ми, таким чином, робимо щодо згаданого герба, мати його, і мати його як свого відомого герба, і дозволяти її як таку розміщувати і носити, і що в ній або в будь-якій її частині, без обмежень або всупереч, і щоб вони не розміщували і не дозволяли розміщувати її в будь-який час або в будь-який спосіб, під загрозою нашого надання і десяти тисяч мараведі для нашої Палати кожному, хто зробить це всупереч. І ми наказуємо, під згаданим покаранням, будь-якому нотаріусу, якого можна покликати для цієї мети, дати тому, хто його покаже, свідоцтво, підписане його підписом, щоб ми знали, як виконується наша заповідь. 
Дано в місті Мадриді двадцять другого дня місяця квітня, в рік народження Спасителя нашого Ісуса Христа, тисяча п'ятсот тридцять п'ятого року. Я, королева [підпис]
Я, Хуан Васкес де Моліна, секретар Її Цезаревої і Католицької Величності, змусив написати це
за вашим наказом [підпис].

## Опис
Королівська постанова визначає фігури та кольори герба:
... червоне поле, а всередині нього золотий замок з синіми дверима і вікнами, а над згаданим замком прапор з чорним орлом, що майорить у золотому полі; а за облямівку з обох боків по одній пальмовій гілці зеленого кольору, а вгорі згаданої облямівки три літери: «I», «K», «F», які є першими літерами наших імен та принца Д. Філіпа, нашого найдорожчого і найулюбленішого онука і сина, а між цими літерами дві золоті корони, а знизу два черепи мертвих людей, а між ними дві кістки мертвих людей, перехрещені хрестом, що переходять у жовтий колір; згадана облямівка має бути срібного кольору, як тут зображено і намальовано, згаданий герб ми даруємо місту для його герба, як уже зазначено. ...

## Символіка
Золотий замок у червоному полі є символом Кастилії, яка символізує фортеці, побудовані під час Реконкісти. У контексті Тласкали це місто представляє згадане місто як нову Кастилію, яка перемогла Мексику під час Конкісти. Чорний орел на золоті — геральдичний символ дому Габсбургів, до якого належав Карл I, який подарував герб. Срібний бордюр (облямівка на геральдичній мові) символізує католицьку віру, яку тлашкальці прийняли без спротиву. Ініціали відповідають латинізованим іменам королеви Хуани Кастильської, самого Карлоса та тодішнього принца Феліпе. Дві корони представляють вищезгадану Хуану, королеву Кастилії та її сина Карла V, монарха тієї ж Корони. Пальми є символом перемоги, в даному випадку над Мексикою. Черепи та гомілкові кістки нагадують схожі доіспанські гліфи і можуть стосуватися людських жертвоприношень у мезоамериканській культурі. Було припущено, що вони представляють мексиканців, убитих під час взяття Теночтітлану 1521 року.